# Републикански път III-597
Републикански път IIІ-597 е третокласен път, част от Републиканската пътна мрежа на България, преминаващ изцяло по територията на област Хасково. Дължината му е 58,4 km.
Пътят се отклонява наляво при 85,3 km на Републикански път II-59 западно от град Ивайловград и се насочва на север по склона на източнородопския рид Сърта. След 9 km слиза в долината на река Арда, преминава на отсрещния ѝ бряг по преградната стена на язовир „Ивайловград“ и завива на запад по северния бряг на язовира. Преди разклона за село Камилски дол пътят напуска брега на язовира и завива на северозапад. След около 12 km слиза във Вълчеполската котловина, минава през село Дъбовец и продължава на север. Преодолява източнородопския рид Гората и при село Малко градище навлиза в широката долина на река Марица, като завива на североизток. Преминава през село Лозен и в центъра на град Любимец се съединява с Републикански път I-8 при неговия 353,4 km.
| Пътища, отклоняващи се надясно (населено място, № на пътя, посока на пътя) | km   | Пътища, отклоняващи се наляво (посока на пътя, № на пътя, населено място) |
| -------------------------------------------------------------------------- | ---- | ------------------------------------------------------------------------- |
| Община Ивайловград, II-59, 85,3 km ←                                       | 0,0  | ← 85,3 km, II-59, Община Ивайловград                                      |
|                                                                            | 5,4  | → общински път (за с. Хухла)                                              |
| (за с. Ламбух) общински път ←                                              | 8,8  |                                                                           |
| (за с. Камилски дол) общински път ←                                        | 18,6 |                                                                           |
| Община Любимец                                                             | 24,2 | Община Любимец                                                            |
| (за с. Вълче поле) общински път, с. Дъбовец ←                              | 30,7 | с. Дъбовец                                                                |
|                                                                            | 34,0 | ← 23,4 km, III-8081 (от с. Долни Главанак)                                |
| (до 362,3 km на I-8) III-505, 50,9 km, с. Малко градище ←                  | 38,1 | ← с. Малко градище, 50,9 km, III-505 (от 301,3 km на I-5)                 |
| с. Лозен                                                                   | 50,7 | → с. Лозен, общински път (за с. Черна могила)                             |
| гр. Любимец                                                                | 57   | → гр. Любимец, общински път (за с. Белица)                                |
| (до ГКПП Капитан Андреево - Капъкуле) I-8, 353,4 km, гр. Любимец ←         | 58,1 | ← гр. Любимец, 353,4 km, I-8 (от ГКПП Калотина)                           |